# Skælingur
Skælingur is een dorp dat behoort tot de Kvívíkar kommuna in het westen van het eiland Streymoy op de Faeröer. Skælingur heeft 11 inwoners. De postcode is FO 336. Het kleine dorp ligt aan de voet van de 767 meter hoge berg Skælingsfjall, een van de hoogste bergen van de Faeröer.

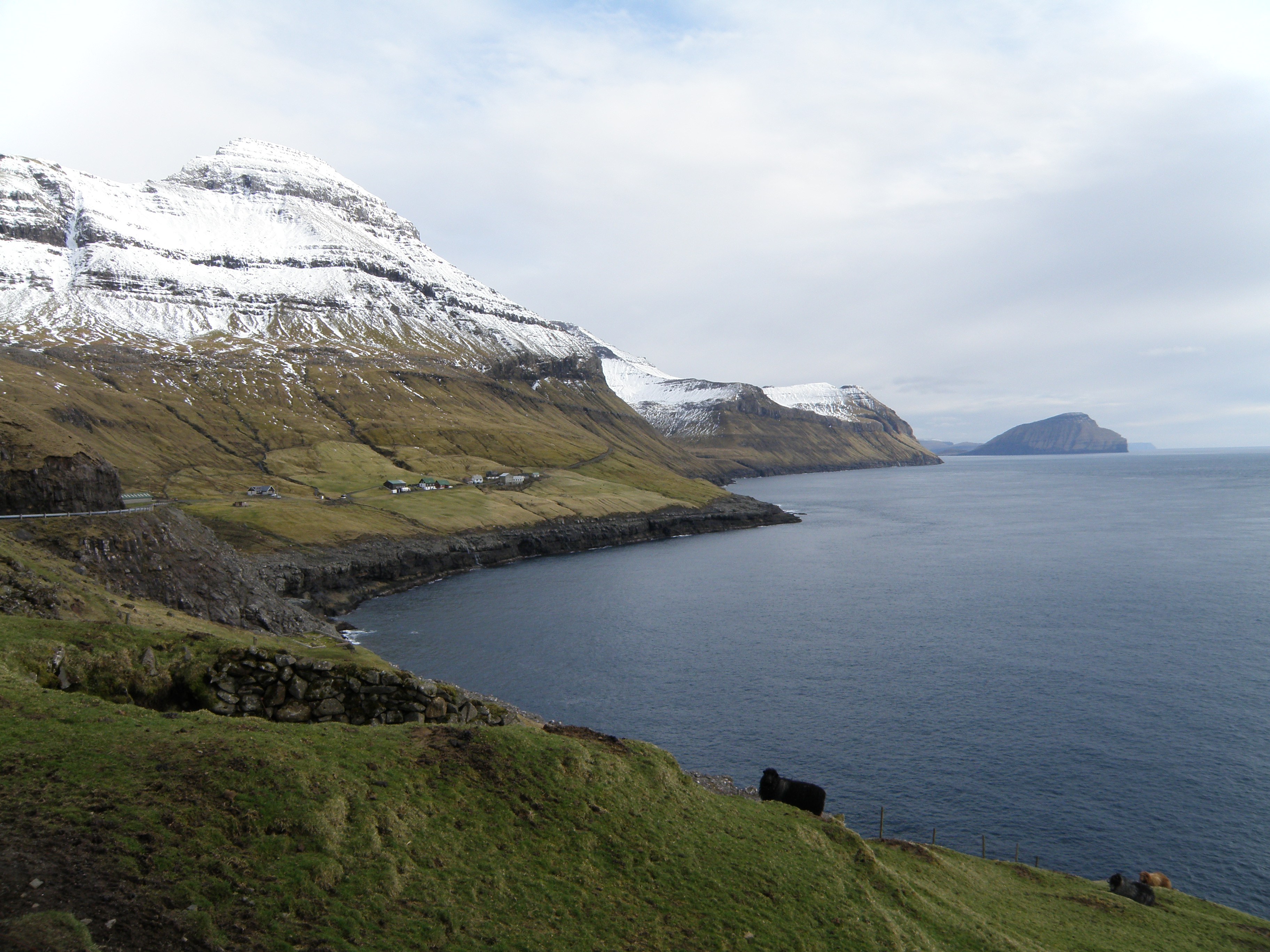
Skælingur

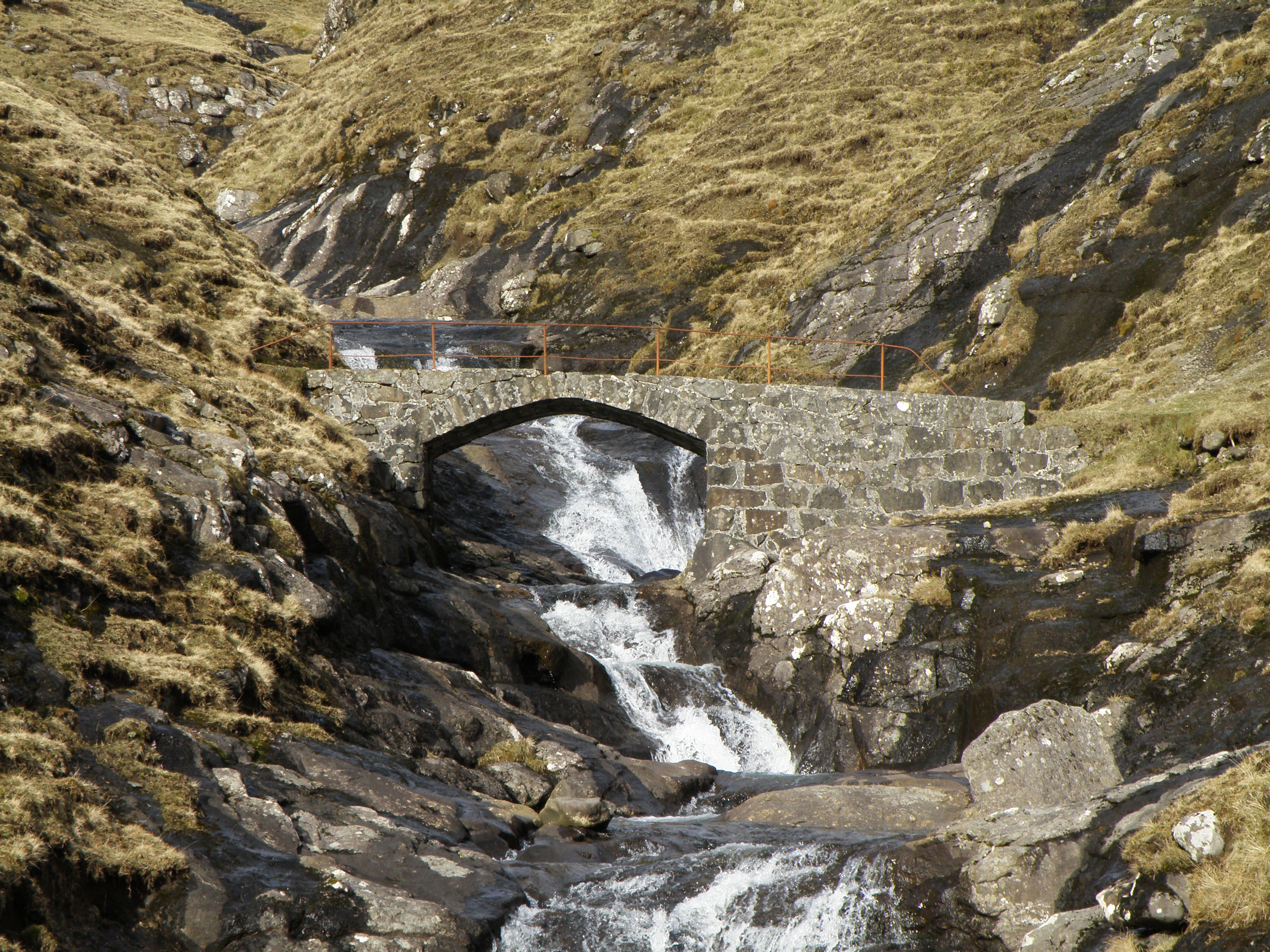
Stenen boogbrug in Skælingur